# Command and Conquer : Alerte rouge 3
Pour les articles homonymes, voir Alerte rouge.
 (juin 2016).
Si vous disposez d'ouvrages ou d'articles de référence ou si vous connaissez des sites web de qualité traitant du thème abordé ici, merci de compléter l'article en donnant les références utiles à sa vérifiabilité et en les liant à la section « Notes et références ».
Command and Conquer : Alerte rouge 3 est un jeu vidéo de stratégie en temps réel, développé par EA Los Angeles. Il s'agit du troisième opus de la saga Alerte Rouge, déclinaison de la série Command and Conquer.

## Synopsis

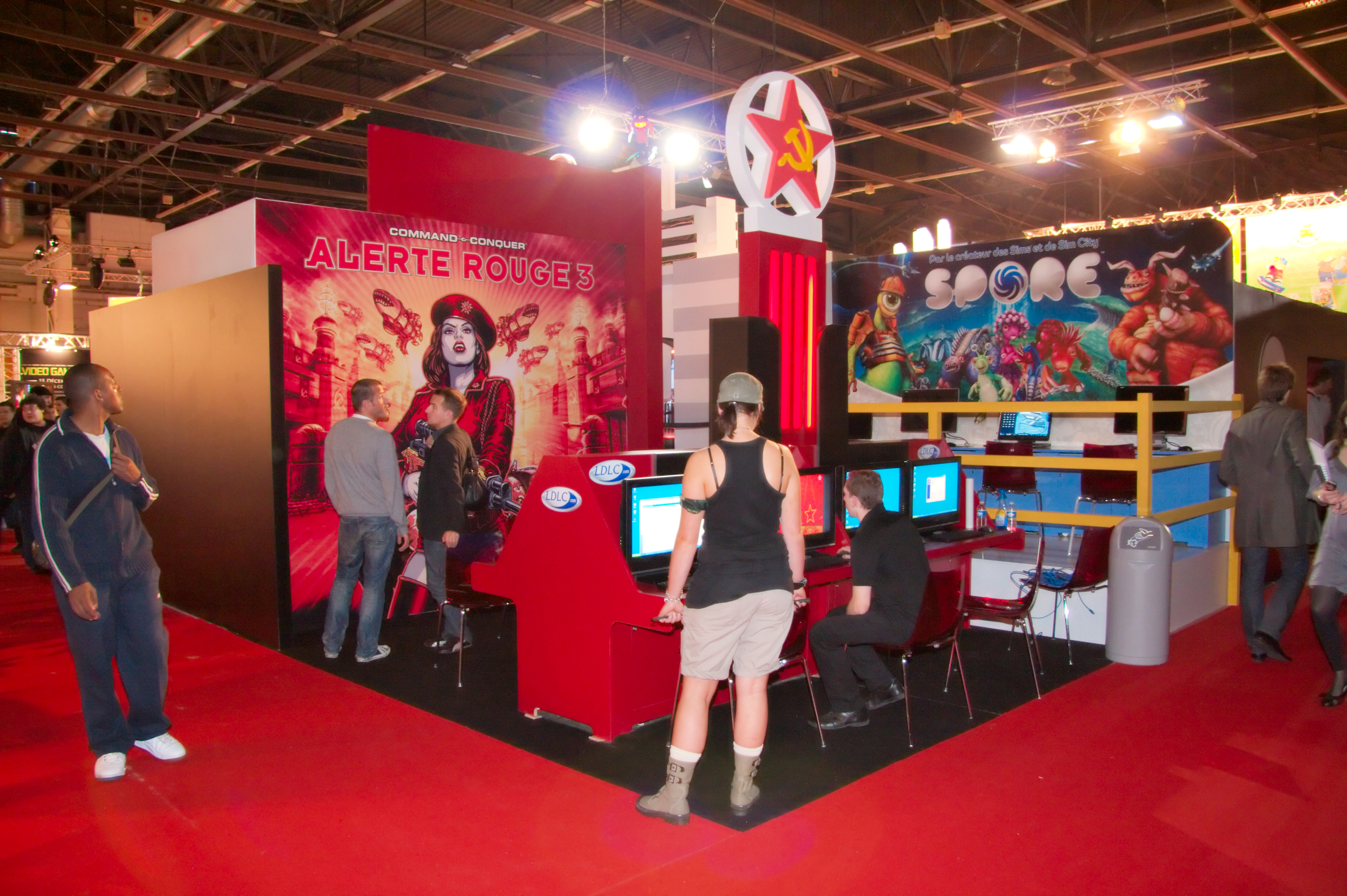
Le stand consacré au jeu lors du Festival du jeu vidéo 2008 (Paris).

À la suite des événements d'Alerte rouge 2, l'URSS est en déclin devant la supériorité militaire des Alliés. Dans une capitale en proie à la révolte populaire et face au départ précipité du Secrétaire Général, Le colonel russe Anatoliy Cherdenko (Interprété par Tim Curry) révèle à son supérieur, le général Krukov, l'existence d'un plan pour faire un bond en arrière dans le temps. Son objectif : assassiner Albert Einstein, supprimant de fait l'incroyable percée technologique des Alliés et restaurant l'ancienne et puissante Union Soviétique dans la foulée. Seulement, la mission ne se déroule pas comme prévu. Une nouvelle dimension spatio-temporelle se créée et un nouvel ordre géopolitique s'établit, altérant le cours de l'évolution technologique et créant un nouvel empire technologiquement très avancé en Extrême Orient : L'Empire du Soleil levant. La Troisième Guerre mondiale débute alors que les troupes d'invasion nippones fondent sur le littoral russe.
Il est assez intéressant de constater que malgré l'assassinat d'Einstein, les Alliés n'ont en fin de compte rien perdu de leurs technologies. par exemple la chronosphère, les tours à prisme (ici baptisées « tours spectrales », mais fonctionnellement identiques) et les chars mirages directement issus d'alerte rouge 2 sont ses inventions, mais pourtant les bombes atomiques n'existent pas.

## Distribution
- Tim Curry : Secrétaire général Anatoliy Cherdenko
- Andrew Divoff : Général Nicolaï Krukov
- Ivana Milicevic : Lieutenant Dasha Fedorovitch
- Jonathan Pryce : Maréchal Robert Bingham
- J.K. Simmons : Président Howard Ackerman
- Gemma Atkinson : Lieutenant Eva McKenna
- George Takei : Empereur Yoshiro
- Ron Yuan : Prince héritier Tatsu
- Kelly Hu : Lieutenant Suki Toyama
- Jenny McCarthy-Wahlberg : Agent Tanya Adams
- Gina Carano : Agent Natasha Volkova
- Peter Stormare : Dr Gregor Zelensky
- Smokey Miles : Albert Einstein

## Système de jeu
Le gameplay a été totalement repensé depuis la parution de Generals et de Command and Conquer 3. La plupart des unités dans Alerte Rouge 3 sont amphibies et une place assez prépondérante est laissée au combat naval. D'ailleurs le Chantier de construction lui-même est amphibie et la possibilité de créer sa base dans la mer a été permise. Dans une vidéo de démonstration parue début juin 2008, le directeur général du développement du jeu explique que « Ne pas exploiter les mers revient à offrir un avantage économique et stratégique à l'ennemi ».
En réalité, l'eau devient l'élément majeur du jeu : un commandant n'exploitant pas les possibilités de l'eau est un mauvais commandant. Quasiment tous les bâtiments peuvent être placés sur l'eau, à l'exception des bâtiments produisant les unités terrestres (usine d'armement et caserne), et seul le chantier naval ne peut pas être construit sur terre.
En plus de la création d'une base et d'une armée, de l'importance de l'eau, il ne faut pas oublier que chaque faction dispose de protocoles top secrets bien utiles qui peuvent donner un coup de pouce comme ils peuvent renverser une bataille. Ainsi on peut noter le cryo-tir allié, l'escadron final impérial ou le bombardement orbital soviétique.

### Particularité du gameplay
- Promotion des unités : comme les opus précédents, Command and Conquer:Alerte Rouge 3 se démarque de certains jeux de stratégies par son système de promotions des unités, en effet, plus une unité détruit des unités ennemies ou des bâtiments ennemis, et plus elle deviendra puissante, de plus, plus l'indicateur de menace est élevé, et plus  elle obtiendra rapidement des promotions. Il Existe quatre niveaux de promotion :
  - Le niveau de base : (ou niveau par défaut de l'unité), l'unité inflige des dégâts de base et à une résistance de base.
  - Le niveau de vétéran : (ou un galon), l'unité inflige plus de dégâts qu'une unité de base et sa résistance est supérieure à celle d'une unité de base.
  - Le niveau élite : (ou à deux galons), l'unité inflige plus de dégâts qu'une unité de niveau vétéran et sa résistance est supérieure à celle d'une unité de niveau vétéran.
  - Le niveau héroïque : (ou à une étoile d'or), l'unité inflige plus de dégâts qu'une unité de niveau élite et sa résistance est supérieur à celle d'une unité de niveau élite, de plus sa cadence de tir est accrue et désormais, l'unité se régénère quand elle ne combat pas.
- La mise en avant des combats maritimes : dans cet opus, il est possible de construire presque intégralement sa base sur l'eau, de plus de nombreuses unités sont amphibie, on notera que l'eau est lieu propice pour prendre l'adversaire à revers.
- Une monnaie unique : le minerai, indispensable pour construire des bâtiments ou/et des unités. Dorénavant le minerai se retrouve concentré dans des mines de minerai et une seule raffinerie de minerai et un seul collecteur par raffinerie de minerai suffit pour récolter des ressources !
- L'équilibre des 3 factions: Les Alliés sont les rois des airs, les Soviétiques sont les rois des terres, et l'Empire est le roi des eaux. Les Alliés ont un avantage contre l'Empire du fait de leur aviation redoutable, tandis qu'ils sont désavantagés contre les Soviétiques, à cause de la stratégie offensive de ces derniers, d'ailleurs c'est pour ça qu'ils ont quasiment anéantis les Alliés en Europe. Cependant, les Soviétiques sont désavantagés à leur tour, cette fois contre l'Empire qui menace de les repousser de l'Est. Ainsi: L'Empire < Les Alliés < Les Soviétiques < L'Empire.
- Des protocoles top secrets (ou pouvoirs de soutien) uniques à chaque faction, déblocables uniquement avec une monnaie unique: "les points de sûreté", obtenus de 3 manières différentes:   Rester en vie, le moyen le plus lent pour gagner des points de sûreté, infliger des dégâts progressifs contre son adversaire, un moyen plus rapide que le précédent, et enfin, le moyen le plus rapide est d'encaisser progressivement des dégâts (en d'autres termes, être en déroute). L'Indicateur de menace indique également la rapidité de progression de l'obtention des points de sûreté.

## Extension
Une extension, baptisée  Command and Conquer : Alerte rouge 3 - La Révolte, est sortie le 12 mars 2009 sur PC exclusivement. Uniquement disponible en ligne, elle propose au joueur quatre nouvelles mini-campagnes (une pour chaque faction), ainsi que des unités inédites. Elle se présente sous la forme d'un stand-alone, c'est-à-dire qu'il n'est pas nécessaire de posséder le jeu original pour y jouer.

## Accueil
| Alerte rouge 3 |      |       |
| Média          | Pays | Notes |
| Canard PC      | FR   | 6/10  |
| GameSpot       | US   | 80 %  |
| Jeuxvideo.com  | FR   | 17/20 |
| Joystick       | FR   | 6/10  |